# Can Boquet
Can Boquet és una masia de Vilassar de Dalt (Maresme) protegida com a bé cultural d'interès local.

## Descripció
Edifici civil; es tracta d'una masia de tipus basilical -una de les més grans de Vilassar de Dalt-. Està conformada per una planta baixa, pis, golfes -entre les seves finestres es pot apreciar un rellotge de sol bastant malmès- i coberta per una teulada amb dos vessants i carener perpendicular a la façana -a la que destaca un portal rodó adovellat i l'ús dels carreus de pedra a les seves nombroses obertures, tant a les llindes i brancals com als ampits- amb un cos central més elevat.
A l'entrada hi ha una escala amb dos trams, i la cuina a l'esquerra, la qual conserva els seus elements originals.
A dins, hi ha cinc cossos perpendiculars a la façana, que inclouen habitatge, celler i corrals.
Annex a l'edifici, a la seva part posterior hi ha una capella.
La capella de Sant Salvador presenta dues parts diferenciades: l'absis i la nau. L'absis preromànic data del segle IX-X, de planta quadrangular, és cobert amb volta de canó feta de formigó amb marques d'encanyissat. El pes de la volta és alleugerit amb amforons o gerres ceràmiques invertides. A l'eix de la volta, s'obre una finestra d'esqueixada simple cap a l'interior i arc de ferradura. La nau, de difícil datació, presenta volta de rajola rebaixada amb reforços torals. La coberta correspon possiblement al segle xviii. (Text del Pla especial de patrimoni de Vilassar de Dalt).

## Història
Pels seus elements arquitectònics, el conjunt sembla del segle xvii, potser finals.